# Maurice Bernachon
Maurice Bernachon, né le 10 janvier 1919 à Lyon (Rhône) et mort le 16 septembre 1999 dans la même ville, est un maître chocolatier français, fondateur de la dynastie et de la maison Bernachon.

## Biographie
Maurice Bernachon était le fils d'un aiguilleur à la SNCF entré à 12 ans en apprentissage chez un pâtissier à Pont-de-Beauvoisin ,. En 1975 il crée le « Président » à l'occasion de la remise de la Légion d'honneur à Paul Bocuse par Valéry Giscard d'Estaing, ce qui le rendra célèbre.
Il était l'un des rares chocolatiers français à torréfier, concasser, mélanger et concher lui-même ses fèves de cacao, importées du Venezuela, de Colombie, du Brésil et d’Équateur,,.
Il prit sa retraite en 1997, en laissant la direction de sa chocolaterie à son fils Jean-Jacques (1944-2010), époux de Françoise, la fille de Paul Bocuse.
La maison Bernachon est actuellement tenue par Philippe et Stéphanie Bernachon, les enfants de Françoise et de Jean-Jacques.